# Фотоактивуюча аденілітциклаза

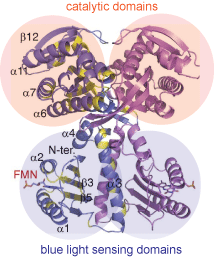
Структура фотоактивуючої аденілілциклази OaPAC, що утворює гомодимер. FMN: флавіновий мононуклеотид, пігмент, що поглинає світло.

Фотоактивуюча аденілілциклаза (ФАЦ) — це білок, що складається з домену ферменту аденілілциклази, безпосередньо пов’язаного з доменом датчика світла типу BLUF (рецептор синього світла з використанням FAD). При освітленні синім світлом ферментний домен стає активним і перетворює АТФ на цАМФ, важливий вторинний мессенджер у багатьох клітинах. 
В одноклітинних джгутикових Euglena gracilis ФАЦα і ФАЦβ (euPACs) служать фоторецепторним комплексом, який сприймає світло для фотофобних реакцій і фототаксису.  Невеликі, але потужні ФАЦ були ідентифіковані в геномі бактерій Beggiatoa (bPAC) і Oscillatoria acuminata (OaPAC). 
Хоча природний bФАЦ має деяку ферментативну активність за відсутності світла, були створені варіанти без темнової активності (PACmn). 

## Використання ФАЦ як оптогенетичних засобів
Оскільки ФАЦ складаються з датчика світла та ферменту в одному білку, вони можуть експресуватися в інших видах і типах клітин для маніпулювання рівнями цАМФ за допомогою світла. 
Коли bФАЦ експресується в спермі миші, синє освітлення прискорює плавання трансгенних сперматозоїдів і сприяє заплідненню. 
При експресії в нейронах освітлення змінює схему розгалуження зростаючих аксонів.  ФАЦ використовувався на мишах для уточнення функції нейронів у гіпоталамусі, які використовують передачу сигналів цАМФ для контролю шлюбної поведінки.  Експресія ФАЦ разом із K+-специфічними циклічними нуклеотидами-керованими іонними каналами (CNG) використовувалася для гіперполяризації нейронів при дуже низьких рівнях освітлення, що перешкоджає їх запуску потенціалів дії. 

## Інші циклази, що активуються світлом
Фотоактивуючі гуанілілциклази були виявлені у водних грибах Blastocladiella emersonii  і Catenaria anguillulae.  На відміну від ФАЦ, ці циклази, що активуються світлом, використовують ретиналь як датчик світла і, отже, є родопсингуанілілциклазами (RhGC). При експресії в ооцитах Xenopus або нейронах ссавців RhGC генерують цГМФ у відповідь на зелене світло.  Тому вони вважаються корисними оптогенетичними інструментами для дослідження передачі сигналів cGMP . 